# Primera batalla de Kernstown
La primera batalla de Kernstown se libró el 23 de marzo de 1862, en el condado de Frederick y Winchester, Virginia, y fue la batalla inicial de la campaña del mayor general confederado Thomas J. "Stonewall" Jackson por el valle de Shenandoah durante la guerra civil estadounidense.
En su intento de inmovilizar a las fuerzas de la Unión en el valle, bajo el mando del mayor general Nathaniel P. Banks, Jackson recibió información incorrecta de que un pequeño destacamento bajo el mando del coronel Nathan Kimball era vulnerable, pero en realidad se trataba de una división de infantería completa que duplicaba el tamaño de la fuerza de Jackson. Su ataque inicial de caballería fue forzado a retroceder e inmediatamente lo reforzó con una pequeña brigada de infantería. Con sus otras dos brigadas, Jackson trató de envolver la derecha de la Unión a través de Sandy Ridge. Pero la brigada del coronel Erastus B. Tyler contrarrestó este movimiento y, cuando la brigada de Kimball acudió en su ayuda, los confederados fueron expulsados del campo. No hubo una persecución efectiva de la Unión.
Aunque la batalla fue una derrota táctica confederada, representó una victoria estratégica para el Sur al impedir que la Unión transfiriera fuerzas del valle de Shenandoah para reforzar la campaña de la Península contra la capital confederada, Richmond. Después de la anterior batalla de Hoke's Run, la primera batalla de Kernstown puede considerarse la segunda de las escasas derrotas de Jackson.

## Antecedentes
Más información: Campaña de Jackson's Valley

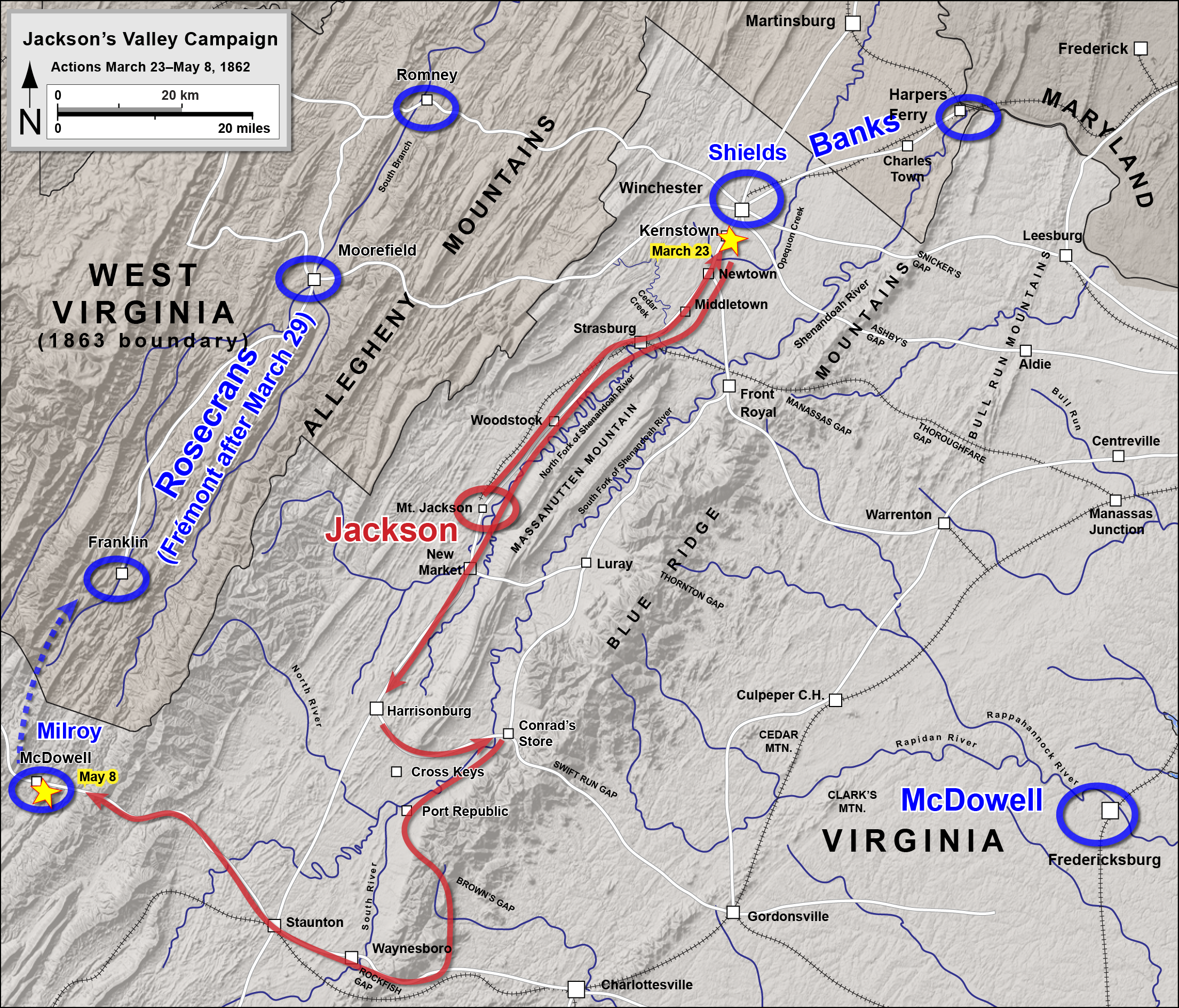
Campaña de Jackson's Valley: Kernstown a McDowell.
Confederación
Unión

La división de Jackson se había estado retirando "hacia arriba" del valle (hacia las elevaciones más altas en el extremo suroeste del valle) para cubrir el flanco del ejército del general Joseph E. Johnston, que se retiraba de la zona de Centreville-Manassas para proteger Richmond. Sin este movimiento de protección, el ejército federal al mando de Banks podría atacar a Johnston a través de los pasos de las montañas Blue Ridge. El 12 de marzo de 1862, Banks ocupó Winchester justo después de que Jackson se hubiera retirado de la ciudad, marchando a un ritmo tranquilo 42 millas (67 km) por Valley Pike hasta Mount Jackson. El 21 de marzo, Jackson recibió la noticia de que Banks iba a dividir sus fuerzas, con dos divisiones (al mando de los generales de brigada John Sedgwick y Alpheus S. Williams) que regresaban a las inmediaciones de Washington, D.C., liberando a otras tropas de la Unión para que participaran en la Campaña de la Península del mayor general George B. McClellan contra Richmond. La división restante, bajo el mando del general de brigada James Shields, estaba estacionada en Strasburg para vigilar el valle inferior (noreste), y la información indicaba que se estaba retirando hacia Winchester. Banks se preparó para abandonar el valle personalmente el 23 de marzo.
Las órdenes recibidas por Jackson del general Johnston eran impedir que la fuerza de Banks abandonara el valle, lo que parecía que estaban haciendo ahora. Jackson hizo regresar a sus hombres y, en una de las marchas forzadas más agotadoras de la guerra, se desplazó 25 millas (40 km) hacia el noreste el 22 de marzo y otras 15 (24 km) hacia Kernstown en la mañana del 23 de marzo. Su caballería, al mando del coronel Turner Ashby, tuvo una escaramuza con los federales el 22 de marzo, durante la cual Shields resultó herido con un brazo roto por un fragmento de proyectil de artillería. A pesar de su lesión, Shields envió parte de su división al sur de Winchester y una brigada en marcha hacia el norte, aparentemente abandonando la zona, pero en realidad se detuvo en las cercanías para permanecer en reserva. A continuación, entregó el mando táctico de su división al coronel Nathan Kimball, aunque a lo largo de la batalla que se avecinaba, envió numerosos mensajes y órdenes a Kimball. Los leales a la Confederación en Winchester informaron por error a Turner Ashby de que Shields sólo había dejado cuatro regimientos y unos pocos cañones (unos 3000 hombres) y que estas tropas restantes tenían órdenes de marchar hacia Harpers Ferry por la mañana. Ashby, que normalmente tenía fama de ser un explorador de caballería fiable, inexplicablemente no verificó los informes de los civiles y se los pasó a Jackson. Jackson marchó agresivamente hacia el norte con su división de 3000 hombres, reducida desde su punto máximo a medida que los rezagados se desprendían de la columna, sin saber que pronto iba a atacar a casi 9000 hombres.

## Batalla

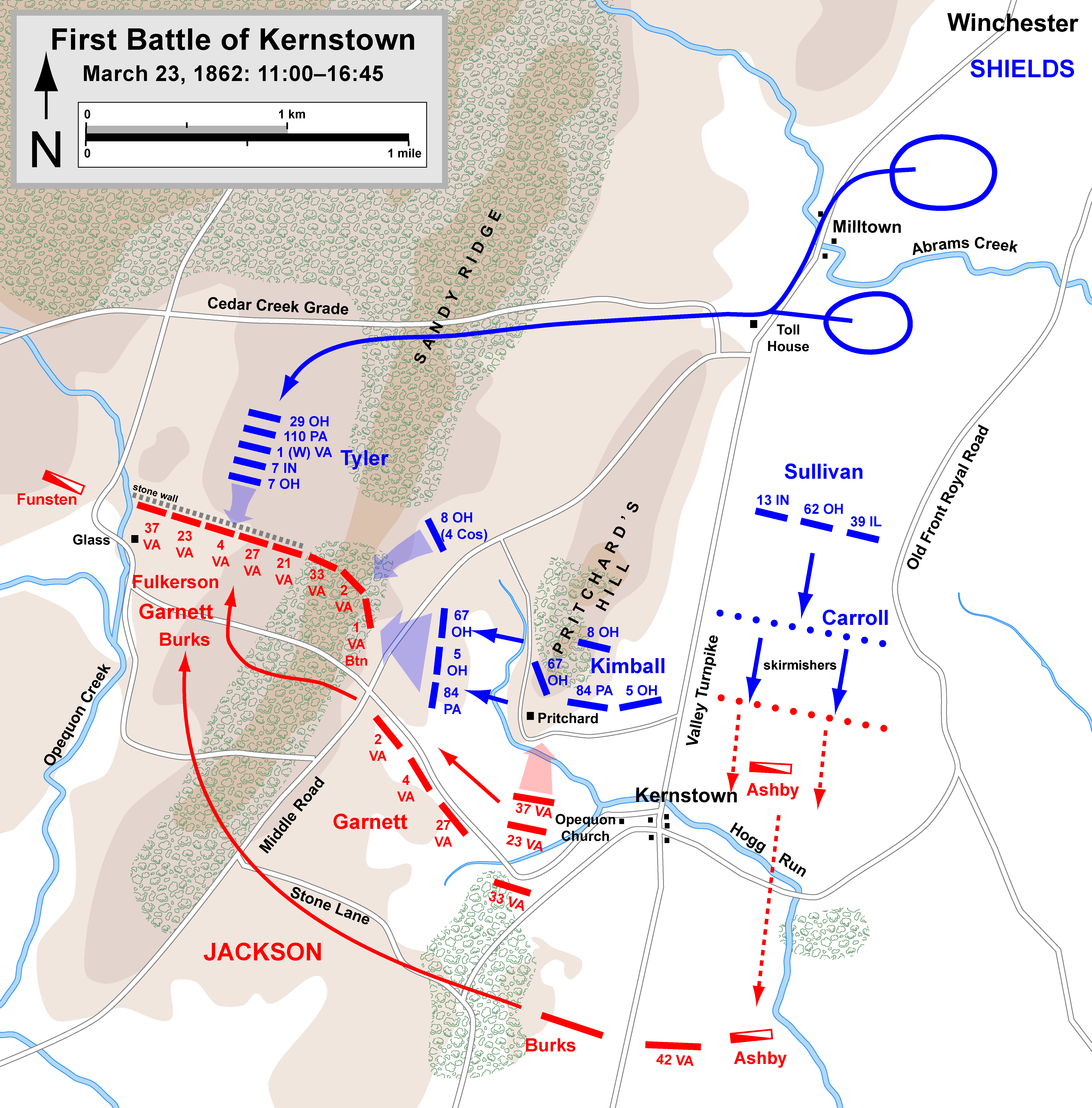
Acciones en la Primera Batalla de Kernstown, 11 a. m. a 4:45 p. m.

Jackson se desplazó hacia el norte desde Woodstock y llegó ante la posición de la Unión en Kernstown alrededor de las 11 de la mañana del domingo 23 de marzo. Jackson, devotamente religioso, prefería evitar las batallas en sábado, pero a lo largo de su carrera en la Guerra Civil no dudó cuando se podía obtener una ventaja militar. Poco después escribió a su esposa:

Sentí que era mi deber [atacar], en consideración a los efectos ruinosos que podrían resultar de posponer la batalla hasta la mañana. Por lo que puedo ver, mi proceder fue sabio; lo mejor que podía hacer bajo las circunstancias, aunque muy desagradable para mis sentimientos; espero y ruego a nuestro Padre Celestial que nunca más me encuentre en las mismas circunstancias que ese día. Creo que, en lo que respecta a nuestras tropas, la necesidad y la misericordia exigían la batalla. Las armas son una profesión que, si se adhieren a sus principios para el éxito, requiere que un oficial haga lo que teme que pueda ser incorrecto... si se quiere obtener el éxito.

Jackson no realizó ningún reconocimiento personal antes de enviar a Turner Ashby a realizar una finta contra la posición de Kimball en Turnpike mientras su fuerza principal -las brigadas del coronel Samuel Fulkerson y del general de brigada Richard B. Garnett (la Brigada Stonewall, el primer mando del propio Jackson)- atacaba la posición de la artillería de la Unión en Pritchard Hill. La brigada líder bajo el mando de Fulkerson fue rechazada, por lo que Jackson decidió moverse alrededor del flanco derecho de la Unión, a unos 3 kilómetros al oeste de Sandy Ridge, que parecía estar desocupado. Si esto tuviera éxito, sus hombres podrían moverse por la espina dorsal de la cresta y llegar a la retaguardia de la Unión, bloqueando su ruta de escape hacia Winchester. Kimball contrarrestó la maniobra moviendo su brigada al mando del coronel Erastus B. Tyler hacia el oeste, pero los hombres de Fulkerson alcanzaron un muro de piedra frente a un claro de la cresta antes de que los hombres de la Unión pudieran hacerlo. El ayudante de Jackson, Sandie Pendleton, obtuvo una visión clara desde la cresta de las fuerzas de la Unión dispuestas contra ellos y estimó que eran 10.000. Se lo comunicó a Jackson, quien respondió: "No digas nada. Estamos en ello".

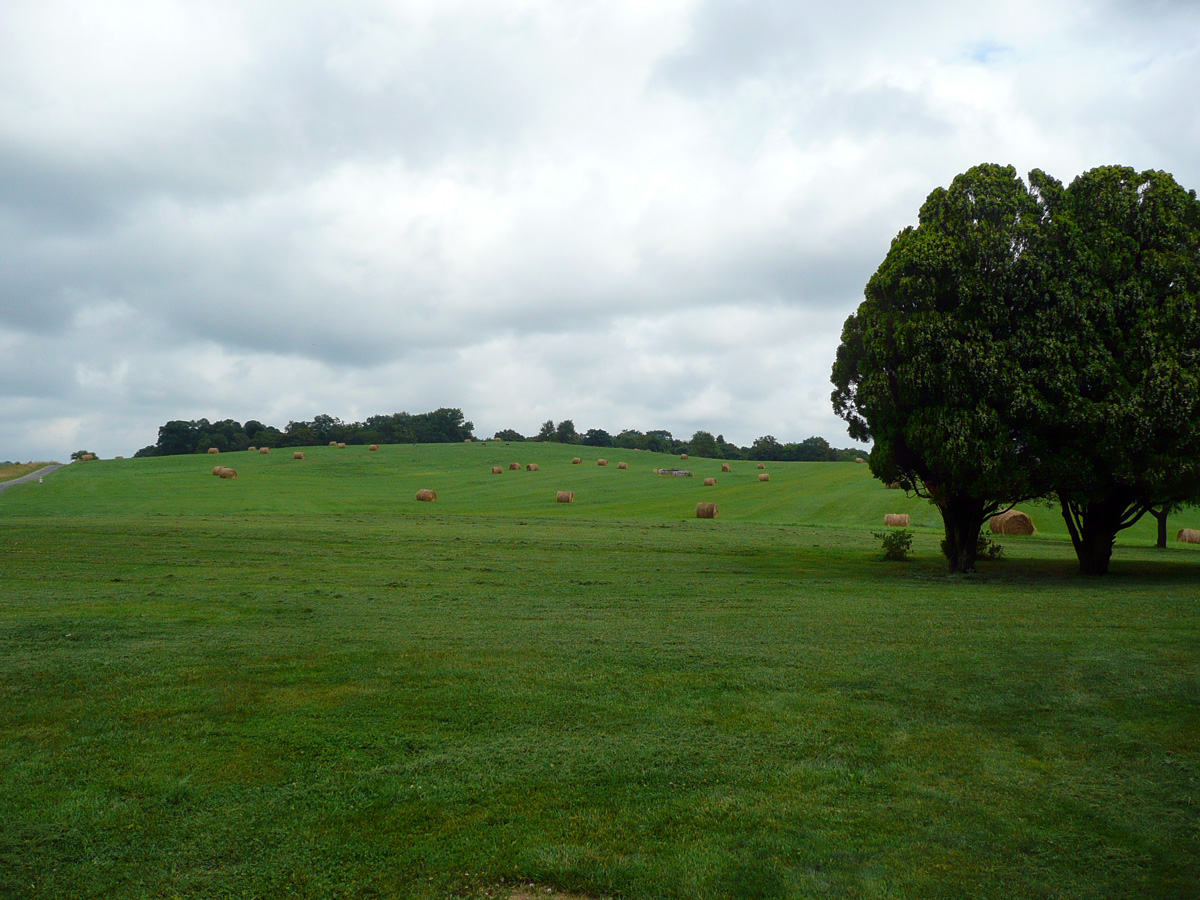
Pritchard Hill, julio 2009

Alrededor de las 4 de la tarde, Tyler atacó a Fulkerson y Garnett utilizando un enfoque poco ortodoxo con su brigada en "columna cerrada de divisiones": un frente de brigada de dos compañías con 48 compañías alineadas detrás de ellas en 24 líneas, en total unas 75 yardas de ancho (68 m) y 400 yardas de largo (366 m), una formación difícil de controlar y carente de poder ofensivo en el frente. Los confederados pudieron contrarrestar temporalmente este ataque con su inferioridad numérica disparando feroces salvas desde detrás del muro de piedra. Jackson, dándose cuenta por fin de la fuerza que se le oponía, envió a la brigada del coronel Jesse Burks, que se había mantenido en reserva, pero cuando llegaron alrededor de las 6 de la tarde, la brigada Stonewall de Garnett se había quedado sin munición y la retiró, dejando expuesto el flanco derecho de Fulkerson. El pánico se apoderó de los confederados y, al llegar la brigada de Burks, se vio atrapada por la multitud que huía y se vio obligada a retirarse. Jackson intentó en vano reunir a sus tropas. Llamó a un soldado "¿adónde vas, hombre?" El soldado respondió que se había quedado sin municiones. "¡Entonces vuelve y dales la bayoneta!" dijo Jackson. Sin embargo, el soldado le ignoró y siguió corriendo. Kimball no organizó ninguna persecución efectiva. Esa noche, un soldado de caballería se sentó con Jackson junto a una hoguera al lado del Valley Pike y le dijo en broma: "Se informó de que se estaban retirando, general, pero supongo que se retiraban tras nosotros". Jackson, no conocido por su sentido del humor, respondió: "Creo que estoy satisfecho, señor".

## Consecuencias
Las bajas de la Unión fueron 590 (118 muertos, 450 heridos, 22 capturados o desaparecidos), las de la Confederación 718 (80 muertos, 375 heridos, 263 capturados o desaparecidos).
A pesar de la victoria de la Unión, el presidente Abraham Lincoln estaba preocupado por la audacia de Jackson y su potencial amenaza para Washington. Envió a Banks de vuelta al valle junto con la división de Alpheus Williams. También le preocupaba que Jackson pudiera avanzar hacia el oeste de Virginia contra el mayor general John C. Frémont, por lo que ordenó que la división del general de brigada Louis Blenker fuera separada del ejército del Potomac de McClellan y enviada a reforzar a Frémont. Lincoln también aprovechó esta oportunidad para reexaminar los planes del mayor general George B. McClellan para las defensas de Washington mientras se desarrollaba la campaña de la Península y decidió que las fuerzas eran insuficientes. Finalmente, ordenó que el cuerpo del mayor general Irvin McDowell, que se dirigía al sur contra Richmond en apoyo de McClellan, permaneciera en los alrededores de la capital. McClellan afirmó que la pérdida de estas fuerzas le impidió tomar Richmond durante su campaña. El reajuste estratégico de las fuerzas de la Unión causado por la batalla de Jackson en Kernstown -la única batalla que perdió en su carrera militar- resultó ser una victoria estratégica para la Confederación. El resto de la campaña del Valle de Jackson consistió en movimientos relámpago y cinco victorias contra fuerzas superiores organizadas en tres ejércitos de la Unión, lo que lo elevó a la posición de general más famoso de la Confederación (hasta que esta reputación fue reemplazada posteriormente por su superior, el general Robert E. Lee).
Jackson se negó a aceptar cualquier responsabilidad por la derrota y posteriormente arrestó al comandante de su antigua Brigada Stonewall, el general de brigada Richard B. Garnett, por retirarse del campo de batalla antes de recibir el permiso. La retirada de la brigada Stonewall, que se produjo después de haber recibido la mayor parte del fuego de la Unión y de haber sufrido la mayoría de las bajas confederadas, descubrió la derecha de la brigada de Fulkerson, obligándola a retirarse también e iniciando el pánico. Fue sustituido por el general de brigada Charles S. Winder. Durante la invasión de Maryland en septiembre, Robert E. Lee ordenó que se retiraran los cargos contra él, pero Garnett sufrió la humillación de su consejo de guerra durante más de un año, hasta que fue muerto en Gettysburg durante la carga de Pickett.
La segunda batalla de Kernstown tuvo lugar en las campañas del valle de 1864.

## Conservación del campo de batalla
El Civil War Trust (una división del American Battlefield Trust) y sus socios han adquirido y preservado 388 acres (1,57 km²) del primer campo de batalla de Kernstown. La Asociación del Campo de Batalla de Kernstown posee y gestiona los campos de batalla de Kernstown en la granja Pritchard-Grim de 1854, a tres millas al suroeste de Winchester, Va. El parque cuenta con senderos para caminar, un pequeño museo y un centro de visitantes dentro de la granja.